# Edvard Selander
Nils Edvard Selander, född 27 juli 1846 i Arboga, död 22 november 1931, var en svensk bakteriolog. Han var son till Nils Haqvin Selander.
Selander blev student vid Uppsala universitet 1862, medicine kandidat 1872, medicine licentiat vid Karolinska institutet i Stockholm 1877 och medicine doktor 1887 på avhandlingen Luftundersökningar vid Waxholms fästning 1885–1886. Han var amanuens vid Serafimerlasarettet i Stockholm 1877–1879, sjukhusläkare vid Allmänna garnisonssjukhuset 1879–1880, stadsläkare i Vaxholms stad 1880–1883, andre bataljonsläkare vid (Första) Svea artilleriregemente 1881–1886 och förste bataljonsläkare där 1886–1897, docent i bakteriologi vid Karolinska institutet från 1888, underläkare vid Allmänna barnhuset 1888–1889, läkare vid länscellfängelset på Norrmalm i Stockholm 1889–1895, laborator i bakteriologi vid Karolinska institutet 1895–1897, regementsläkare vid Svea livgarde 1897–1908 och i Fältläkarkårens reserv från 1908.
Edvard Selander är en av dem som introducerade bakteriologin i Sverige och införde 1895 tillverkning av difteriserum i detta land. Han är begravd på Solna kyrkogård. Selander var bror till överste Nils Selander (1845–1922).